# 鄭一
鄭一（1765年—1807年11月16日），廣東省廣州府新安縣（今深圳、香港一帶）人，清朝時期華南海盜首領之一，為海盜集團紅旗幫的首領。

## 生平
鄭一曾被越南西山朝授予「都督」一職。1801年西山朝勢力日漸衰弱之後，率部回到中國廣東沿岸，與鄭七、烏石二（麥有金）一起劫掠過往的船隻。
1802年，堂兄鄭七被越南阮朝官軍擒殺，鄭一繼領其部眾，總共有兩百多艘船隻。在阮朝官軍的圍剿下，華南海盜不得不退回中國兩廣沿海一帶發展。由於鄭七是越南西山朝任命的華南海盜最高首領，在鄭七死後，華南海盜群龍無首，十二位海盜首領發生了武裝衝突，最終五位首領戰敗失勢。1805年，倖存的鄭一、烏石二（麥有金）、吳知青（吳智清）、金古養（李相清、李尚青）、鄭老童（鄭流唐）、郭婆帶（郭學顯、郭學憲）、梁寶（總兵寶）七人，在鄭一的建議下達成了和議，結成海盜聯盟。除了鄭老童於不久之後在內部紛爭中投降清廷之外，其他六支海盜分成紅、黃、青、藍、黑、白六旗幫派，聯合出海，從小股勢力時的隨意搶掠，改變成有計劃的劫掠行動，華南海盜勢力進入鼎盛時期。
鄭一領導的紅旗幫海盜是海盜聯盟中勢力最為強大的，共有600至1000艘船隻，人數為兩萬至四萬人不等。其屬下較為著名的頭領有梁婆保、香山二（蕭稽蘭）、蕭步鼇、鄭國華、陳五、亞選嫂、陳亞南、大炮椱等。鄭一也將被俘虜的漁民收為部將。例如鄭一見被俘虜的漁民張保仔“年少色美”，便將他收為部下和養子，與張保仔發展同性戀。在鄭一的領導下，華南海盜聯盟以雷州半島為中心活躍，甚至在珠江流域都設有據點。
嘉慶十二年十月十七（1807年11月16日），鄭一在越南沿海一帶突然死亡。其死因，一說遭遇颱風沉船而死，一說在劫掠越南沿海一帶的時候被阮朝官軍的炮彈打死。
鄭一生前曾在廣東雷州島（ 今屬於湛江市)東海島娶妓女石陽為妻，人稱鄭一嫂。鄭一死後，鄭一嫂領導紅旗幫海盜，改嫁給了張保仔。

## 家族
- 父：鄭連福
- 弟：鄭三（鄭耀章，烏石二的部下）
- 妹：名失傳，嫁周和升
- 妻：鄭一嫂（石陽，小名香姑）[1]
- 子：
  - 鄭英石[1]
  - 鄭雄石[1]
- 養子：張保仔[1]

## 影視形象
- 香港亞洲電視電視劇張保仔 - 江漢 飾
- 香港電視廣播有限公司電視劇張保仔 - 羅樂林 飾